# 자본주의와 자유
《자본주의와 자유》(영어: Capitalism and Freedom)는 자유주의 사회에서 경제 자본주의의 역할에 대해 논의한 밀턴 프리드먼의 책으로 시카고 대학 출판부가 1962년에 출판했다. 40만 부 이상, 1962년 이후로는 50만 부 이상 판매되었다. 18개 언어로 번역되었다.
프리드먼은 경제적 자유를 정치적 자유의 전제조건으로 주장한다. 그는 유럽 계몽주의 용어로 "자유주의"를 논한다.
이 책은 철학적 및 실제적 이유로 자유 시장이 촉진될 수 있는 곳을 본다. 프리드먼은 의사의 의무 면허를 끝내고 학교 교육을 위한 바우처 시스템을 도입하는 것을 지지한다.

## 내용
제한적이고 분산된 정부 권력을 지지하는 프리드먼의 자유주의의 원칙을 제시한다. 
프리드먼은 경제적 자유를 필수적인 자유이자 정치적 자유를 위한 필수적인 수단으로 장려한다. 그는 정부의 후원 아래 생산을 위한 수단으로는 실질적인 반대와 아이디어 교환이 존재하기 거의 불가능하다고 주장한다. 또한, "이중적으로 자발적이고 정보에 입각한" 거래는 거래의 양 당사자에게 이익이 되어야 하기 때문에 경제적 자유가 중요하다.
저자에 따르면 자유주의 사회의 정부는 특정 기술 독점에 대해 조치를 취하고 부정적인 효과를 줄여야 할 뿐만 아니라 법과 질서와 재산권을 강화해야 한다. 정부는 또한 오랫동안 헌법과 사회에서 인정되어 왔듯이 돈에 대한 통제권을 가져야 한다.
그는 1913년 연방준비제도이사회에서 절정에 달한 미국 화폐의 진화에 대해 논한다. 연방준비제도이사회(FRB)는 안정제 역할을 하기는커녕 여러 상황에서 마땅히 해야 할 역할을 하지 못했다. 프리드먼은 연방준비제도이사회(FRB)가 통화 공급을 매년 3~5%씩 늘려야 한다는 일관된 규칙을 가져야 있다고 주장한다.
변동환율제를 지지하는 브레튼우즈 체제의 종식과 모든 통화 통제와 무역 장벽, 심지어 "자발적인" 수출 쿼터의 종식을 옹호한다. 프리드먼은 이것이 무역수지의 '문제'에 대한 유일한 진정한 해결책이라고 말한다.
프리드먼은 정부의 지속적인 지출이 "바퀴의 균형"을 맞추고 경제가 계속 성장하도록 돕는 것을 정당화한다고 주장한다. 반대로, 연방정부의 지출은 경제를 덜 안정되게 만든다. 프리드먼은 자신의 연구에서 얻은 구체적인 증거를 사용하여, 정부 지출의 증가가 케인즈 이론과 대조되는 GDP의 대략적인 상승을 가져온다는 것을 입증했다. 이러한 불일치에 대한 많은 이유가 논의된다.
저자는 민주주의에서 모든 사람은 시민권을 위한 기본 교육이 필요하다고 믿는다. 비록 인적 자본에 대한 과소 투자가 있지만 (기술 및 전문 학교에 대한 지출 측면에서) 정부가 무료 기술 교육을 제공하는 것은 어리석은 일일 것이다. 저자는 이런 과소투자를 막기 위한 몇 가지 해법을 제시한다.
자본주의 사회에서 차별하는 것은 돈이 들고, 시장 거래의 비인간적인 성격을 고려할 때 매우 어렵다고 프리드먼은 주장한다. 하지만, 정부는 공정한 고용 관행법을 만들어서는 안 된다. 왜냐하면 이러한 법은 고용주가 사용하고자 하는 어떤 자격에 근거하여 누군가를 고용할 수 있는 자유를 제한하기 때문이다. 같은 이유로 노동권법도 폐지되어야 한다.
프리드먼은 모든 형태의 국가 면허에 대해 급진적인 입장을 취한다. 업계에서 라이선스를 가장 많이 옹호하는 사람들은 대개 잠재적인 경쟁자를 막기를 원하는 업계 종사자들이다. 저자는 등록, 인증, 면허를 정의하고 있는데, 의사들의 맥락에서 이들 각각에 대한 사례가 이전 사례보다 약한 이유를 설명한다. 저자에 따르면, 의사 면허에 대한 자유주의적 정당성은 없다; 그것은 열악한 진료와 의료 카르텔을 초래한다.

## 같이 보기
- 밀턴 프리드먼